# Radíkovice (Loket)
Radíkovice je malá vesnice, část obce Loket v okrese Benešov. Nachází se asi 6,5 km na sever od Lokte. V roce 2009 zde bylo evidováno 8 adres.
Radíkovice leží v katastrálním území Všebořice u Dolních Kralovic o výměře 4,86 km².

## Historie
První písemná zmínka o vesnici pochází z roku 1386.

## Fotogalerie

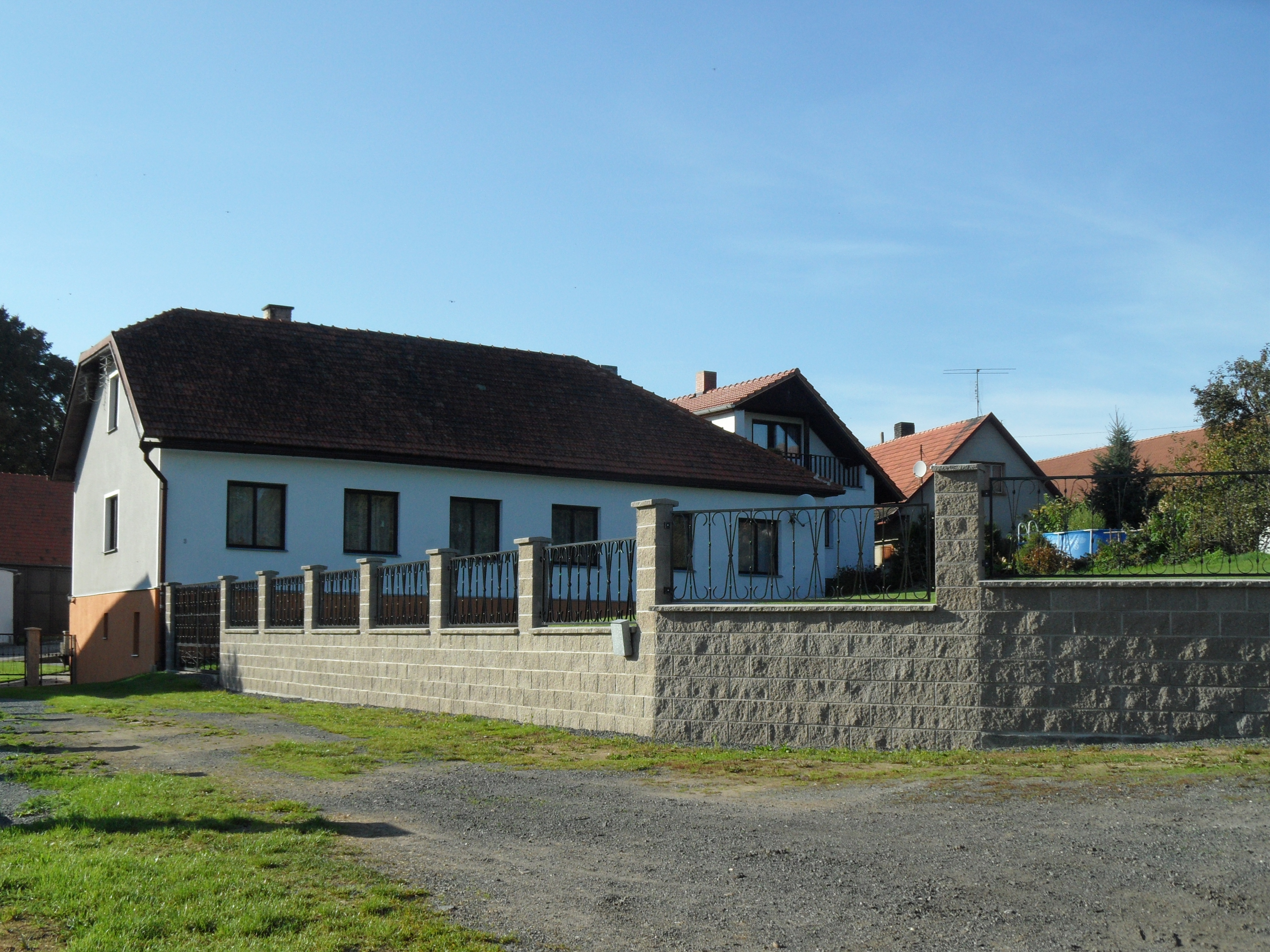
Velký dům
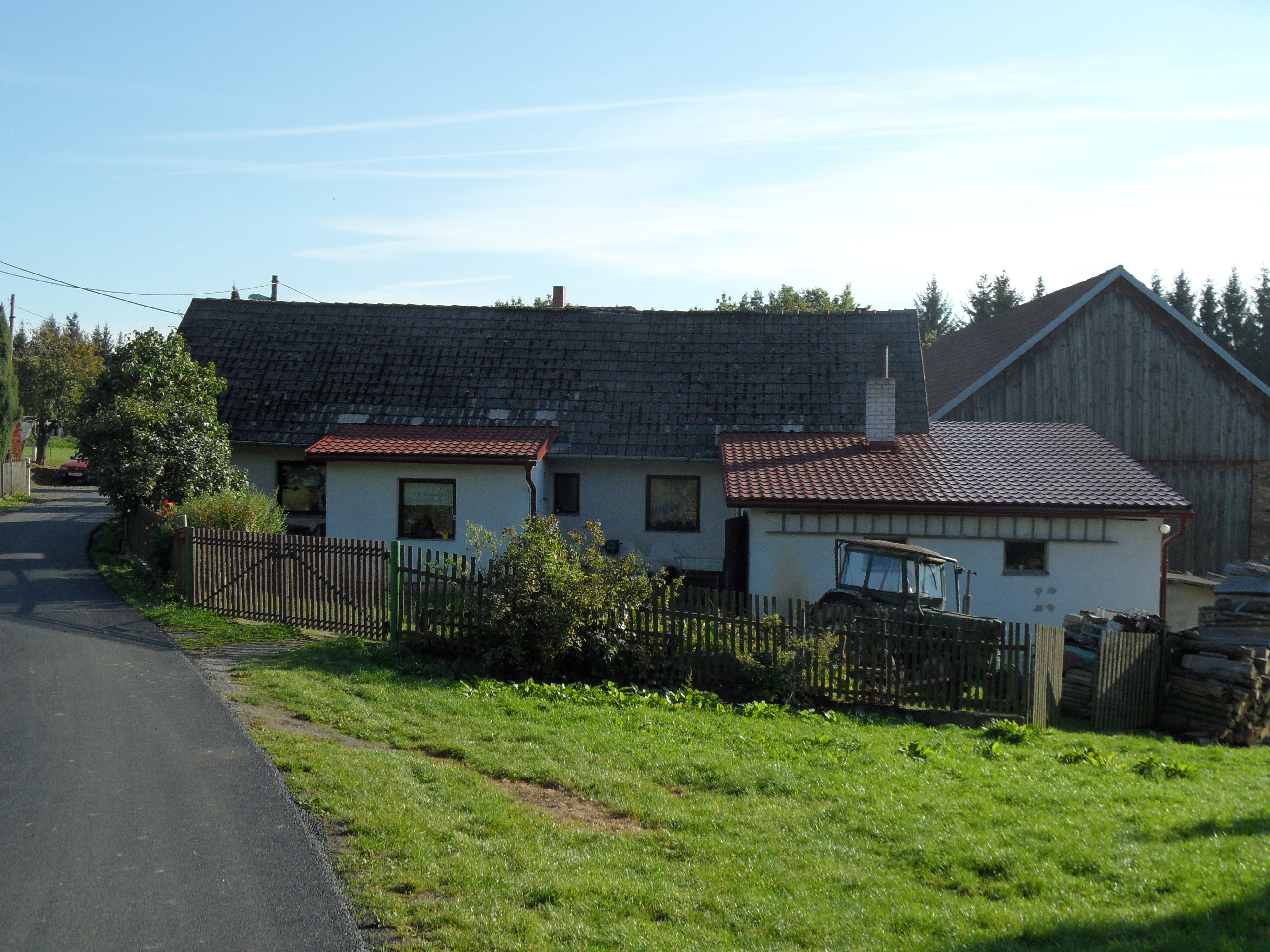
Stavení u silnice
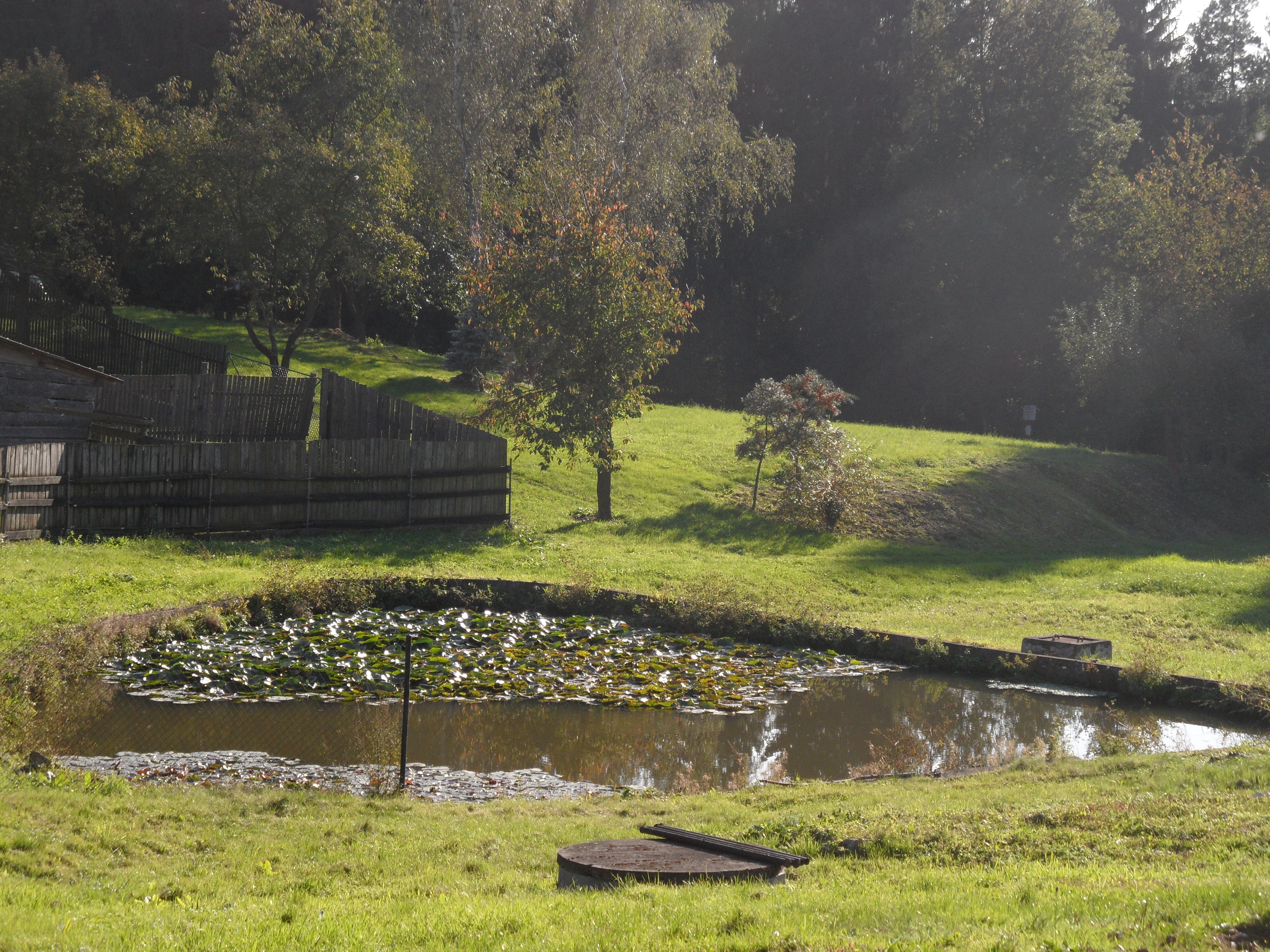
Rybníček v obci
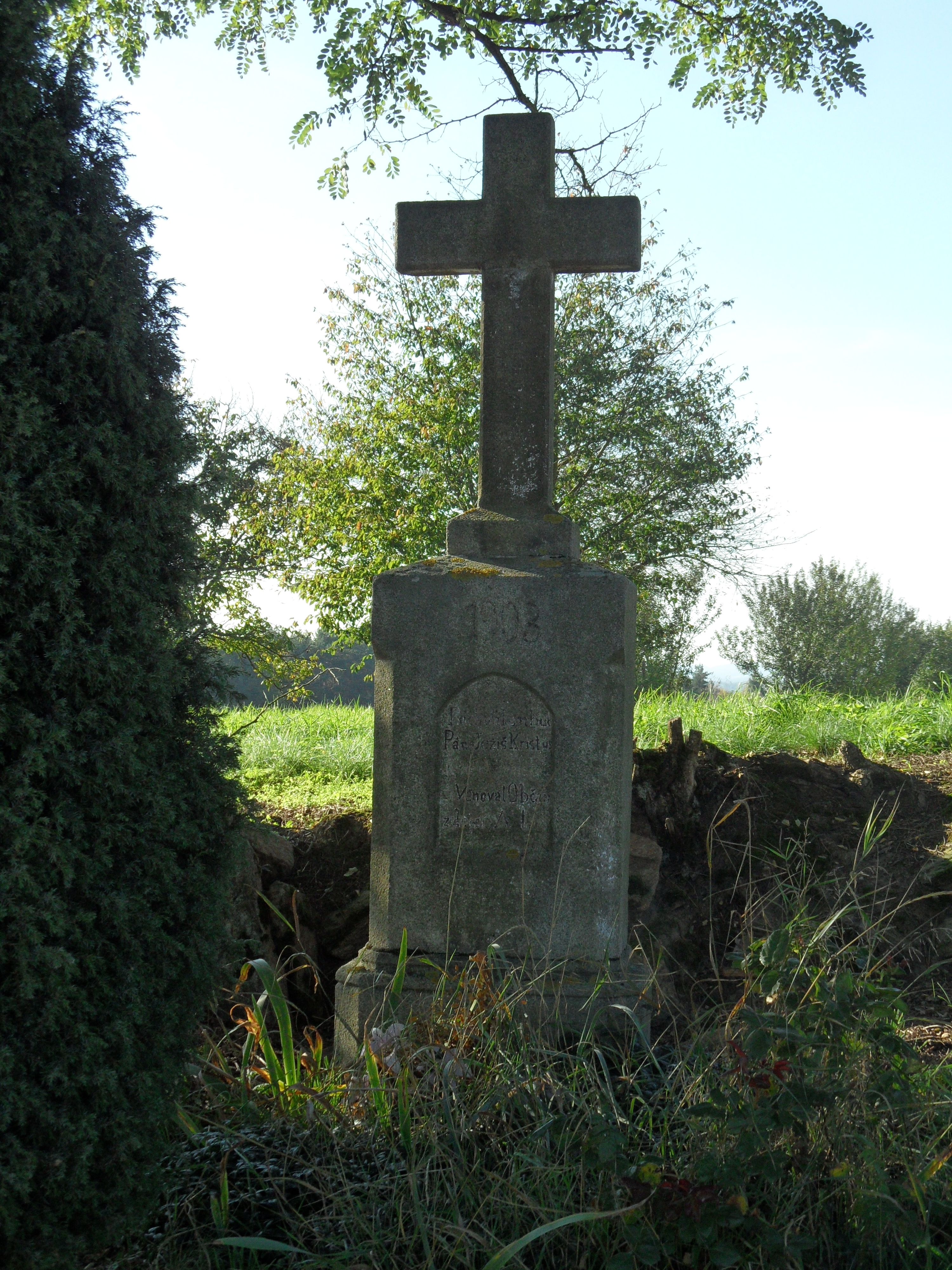
Křížek